# Ключ 89
Ключ 89 (кит.: 爻; Юнікод: U+723B) — ієрогліфічний ключ. Записується чотирма рисками.

## Назви
- кит.: 爻, yáo, хен («перехрестя» ключ).
- кор. 사귈효부, sagwil	hyobu, саквіль хебу (ключ «ворожіння»)
- яп. めめ, меме, меме (ключ «дві メ»)

## Ієрогліфи
| Риски | Ієрогліфи |
| 0     | 爻        |
| +5    | 爼        |
| +7    | 爽        |
| +10   | 爾        |